# Paco Solé Parellada
Paco Solé Parellada (Barcelona, 1944-Barcelona, 19 de junio de 2025) fue un empresario, ingeniero industrial, divulgador y profesor universitario español. Catedrático de Ingeniería Industrial en la Universidad Politècnica de Cataluña (UPC).

## Biografía
Paco Solé nació en Barcelona (1944), en el seno de una familia descendiente de la saga Parellada de la Fonda Europa de Granollers. Obtuvo el título de Ingeniero industrial en la Universidad Politécnica de Cataluña, donde llegó a ser vicerrector, y catedrático de ingeniería industrial. También se licenció en Ciencias Económicas y Empresariales en la Universidad de Barcelona (UB). Fue director del primer máster español en Innovación y Gestión del cambio tecnológico en la empresa (1974), y director del Instituto de ciencias de la educación.
Compatibilizó su labor docente, con el mundo de la empresa de la restauración, donde convinó sacrificio, vocación y una gestión minuciosa. Heredó de su padre el restaurante 7 Portes, que él mismo se encargó de transformar, introduciendo el concepto de innovación. Entre sus clientes, encontramos a: Pablo Picasso, Salvador Dalí, Joan Miró, Federico García Lorca, Orson Welles, Ava Gardner, Harrison Ford, Carmen Amaya, Woody Allen o Lola Flores, entre otros. En la carta del restaurante barcelonés, podemos encontrar —según las temporadas—, más de trescientos de esos platos rescatados del siglo XVI al siglo XIX, pasado por la cocina monacal.
En su labor divulgadora, publicó en la editorial Barcino, una colección de Recetarios históricos de la cocina catalana, donde incluyó diez libros, entre los que se encuentran: el Sent Soví —un libro medieval de relevancia—, y el Manuscrito de Joana Caules (1750), en el que señalaba que la mahonesa procedía de Mahón y no en Francia, como se pensaba.
Solé era miembro de la Academia Catalana de Gastronomía y Nutrición, y de la Real Academia de Ciencias Económicas y Financieras (2016).

## Premios
- Premio Nacional de Gastronomía —gastronomía tradicional— (2024).[5]

- Premio Narcis Monturiol (2006).[9]